# Liste der Landschaftsschutzgebiete im Rhein-Erft-Kreis
Die Liste der Landschaftsschutzgebiete im Rhein-Erft-Kreis enthält die Landschaftsschutzgebiete des Rhein-Erft-Kreises in Nordrhein-Westfalen.

## Liste
| Bild | Nummer        | Bezeichnung des Gebietes                                                                                             | Fläche in ha | WDPA-ID   | Koordinaten | Datum der Verordnung |
| ---- | ------------- | --- | ------------ | --------- | ----------- | -------------------- |
|      | LSG-4904-0001 | LSG-Umfeld des Rübenbusches und Hohenholz                                                                            | 85,3968      | 555555321 | Position    | 1988                 |
|      | LSG-4904-0002 | LSG-Pützer Bachtal                                                                                                   | 335,4352     | 555555322 | Position    | 1998                 |
|      | LSG-4905-0007 | LSG-Alter Erftlauf bei Kaster                                                                                        | 12,8523      | 555555331 | Position    | 1988                 |
|      | LSG-4905-0008 | LSG-Gürather Höhe | 25,7785      | 555555332 | Position    | 1988                 |
|      | LSG-4905-0009 | LSG-Gommershovener Busch                                                                                             | 5,2674       | 555555333 | Position    | 1988                 |
|      | LSG-4905-0010 | LSG-Gut Gommershoven                                                                                                 | 5,6628       | 555555334 | Position    | 1988                 |
|      | LSG-4905-0011 | LSG-Zenshof und Schopenhof                                                                                           | 6,5979       | 555555335 | Position    | 1988                 |
|      | LSG-4905-0012 | LSG-Rather Mühle | 2,1143       | 555555336 | Position    | 1988                 |
|      | LSG-4905-0013 | LSG-Gillbachtal | 81,1627      | 555555337 | Position    | 1992                 |
|      | LSG-4905-0014 | LSG-Totengraben | 66,7334      | 555555338 | Position    | 1992                 |
|      | LSG-4906-0002 | LSG-Stommelner Terrassenkante                                                                                        | 116,4728     | 555555340 | Position    | 1992                 |
|      | LSG-4906-0003 | LSG-Hasselrath | 531,6141     | 555555341 | Position    | 1992                 |
|      | LSG-4906-0004 | LSG-Umgebung Orrer Busch und Grosse Laache                                                                           | 144,2519     | 555555342 | Position    | 1992                 |
|      | LSG-4906-0005 | LSG-Ingendorfer Tal                                                                                                  | 122,5677     | 555555343 | Position    | 1992                 |
|      | LSG-4906-0006 | LSG-Kirchtal | 29,6185      | 555555344 | Position    | 1992                 |
|      | LSG-4906-0007 | LSG-Fliestedener Graben/Ommelstal                                                                                    | 119,1824     | 555555345 | Position    | 1992                 |
|      | LSG-5004-0011 | LSG-Finkelbachtal | 329,2213     | 555555443 | Position    | 1998                 |
|      | LSG-5004-0012 | LSG-Licher Bach | 39,81        | 555555444 | Position    | 1995                 |
|      | LSG-5005-0001 | LSG-Erftaue zwischen Bergheim und Bedburg                                                                            | 302,9322     | 555555445 | Position    | 1988                 |
|      | LSG-5005-0002 | LSG-Escher Bach und Elsdorfer Fliess                                                                                 | 66,5092      | 555555446 | Position    | 1998                 |
|      | LSG-5005-0003 | LSG-Wiebachtal | 167,7857     | 555555447 | Position    | 1998                 |
|      | LSG-5005-0004 | LSG-Erfttal | 351,8299     | 555555448 | Position    | 1998                 |
|      | LSG-5005-0005 | LSG-Nördliche Kaninhütte                                                                                             | 14,5059      | 555555449 | Position    | 1995                 |
|      | LSG-5005-0006 | LSG-Hambacher Forst                                                                                                  | 1326,8843    | 555555450 | Position    | 1995                 |
|      | LSG-5005-0007 | LSG-Sittarder Hof | 35,0358      | 555555451 | Position    | 1995                 |
|      | LSG-5005-0008 | LSG-An den Sieben Giften                                                                                             | 31,1949      | 555555452 | Position    | 1995                 |
|      | LSG-5005-0009 | LSG-Haus Etzweiler                                                                                                   | 22,8078      | 555555453 | Position    | 1995                 |
|      | LSG-5005-0010 | LSG-Haus Bochheim | 14,6052      | 555555454 | Position    | 1995                 |
|      | LSG-5005-0011 | LSG-Umgebung Naturschutzgebiete Steinheide, Lörsfelder Busch, Dickbusch und Kiesgrube Steinheide                     | 279,4687     | 555555455 | Position    | 1995                 |
|      | LSG-5005-0012 | LSG-Finkelbachtal <temporär>                                                                                         | 0,4105       | 555555456 | Position    | 1998                 |
|      | LSG-5005-0013 | LSG-Erfttal <temporär>                                                                                               | 24,865       | 555555457 | Position    | 1998                 |
|      | LSG-5006-0001 | LSG-Erholungsgebiet Quadrath-Ichendorf                                                                               | 26,8339      | 555555458 | Position    | 1988                 |
|      | LSG-5006-0002 | LSG-Schlenderhan | 24,7103      | 555555459 | Position    | 1988                 |
|      | LSG-5006-0003 | LSG-Erfttal zwischen Pliesmühle und Horremer Mühle                                                                   | 223,6509     | 555555460 | Position    | 1988                 |
|      | LSG-5006-0004 | LSG-Erftaue im Umfeld der Auenwälder Parrig und Kerpener Broich                                                      | 380,9414     | 555555461 | Position    | 1988                 |
|      | LSG-5006-0005 | LSG-Am Naturschutzgebiet Königsdorfer Wald                                                                           | 966,9104     | 555555462 | Position    | 1990                 |
|      | LSG-5006-0006 | LSG-Auf der Fischbachhöhe                                                                                            | 675,7938     | 555555463 | Position    | 1990                 |
|      | LSG-5006-0007 | LSG-Röttgenhalde und landwirtschaftliche Flächen bis an die A4                                                       | 281,5959     | 555555464 | Position    | 1990                 |
|      | LSG-5006-0008 | LSG-Umgebung Rosmar, Magdalenen und Sybillenhof                                                                      | 108,7313     | 555555465 | Position    | 1990                 |
|      | LSG-5006-0009 | LSG-Königsdorfer Wald                                                                                                | 266,3384     | 555555466 | Position    | 1990                 |
|      | LSG-5006-0010 | LSG-Rekultivierung Quarzsandgrube Frechen                                                                            | 74,0429      | 555555467 | Position    | 1990                 |
|      | LSG-5006-0011 | LSG-Diebenhöhle, Büsdorfer Mühle                                                                                     | 149,6435     | 555555468 | Position    | 1992                 |
|      | LSG-5006-0012 | LSG-Geyener-Pulheimer Bach                                                                                           | 52,8875      | 555555469 | Position    | 1992                 |
|      | LSG-5006-0013 | LSG-Sintherner Bach                                                                                                  | 67,181       | 555555470 | Position    | 1992                 |
|      | LSG-5006-0014 | LSG-Brauweiler Ronne                                                                                                 | 83,1367      | 555555471 | Position    | 1992                 |
|      | LSG-5006-0015 | LSG-Freimersdorf | 13,5697      | 555555472 | Position    | 1992                 |
|      | LSG-5006-0016 | LSG-Manstedten | 12,3616      | 555555473 | Position    | 1992                 |
|      | LSG-5006-0017 | LSG-Sportpark Frechen-Nord                                                                                           | 25,3129      | 555555474 | Position    | 1990                 |
|      | LSG-5006-0018 | LSG-Buschbell, Baumannshof, Neuenhof                                                                                 | 128,2859     | 555555475 | Position    | 1990                 |
|      | LSG-5006-0019 | LSG-Rekultivierungsbereich Benzelrath                                                                                | 35,3746      | 555555476 | Position    | 1990                 |
|      | LSG-5006-0020 | LSG-Haus Vorst und Neu-Hemmerich                                                                                     | 80,3312      | 555555477 | Position    | 1990                 |
|      | LSG-5006-0021 | LSG-Erfttal zwischen Pliesmühle und Horremer Mühle <temporär>                                                        | 8,8274       | 555555478 | Position    | 1988                 |
|      | LSG-5006-0022 | LSG-Erftaue im Umfeld der Auenwälder Parrig und Kerpener Broich <temporär>                                           | 10,5311      | 555555479 | Position    | 1988                 |
|      | LSG-5006-0025 | LSG-Ehemaliger Tagebau Frechen/Marienfeld                                                                            | 904,5893     | 555558455 | Position    | 1990                 |
|      | LSG-5007-0002 | LSG-Grüngürtel <temporär>                                                                                            | 0,7118       |           | Position    | 1990                 |
|      | LSG-5007-0012 | LSG-Grüngürtel | 73,8496      |           | Position    | 1990                 |
|      | LSG-5105-0001 | LSG-Wald am Sportplatz Manheim                                                                                       | 8,4953       | 555558531 | Position    | 1995                 |
|      | LSG-5105-0002 | LSG-Wald am Haus Forst                                                                                               | 23,1352      | 555558532 | Position    | 1995                 |
|      | LSG-5105-0003 | LSG-Wald Vogelsang                                                                                                   | 8,7439       | 555558533 | Position    | 1995                 |
|      | LSG-5105-0004 | LSG-Seelrath | 142,9459     | 555558534 | Position    | 1983                 |
|      | LSG-5105-0005 | LSG-Neffelbachaue | 228,1899     | 555558535 | Position    | 1983                 |
|      | LSG-5105-0006 | LSG-Nörvenicher Wald                                                                                                 | 199,6871     | 555558536 | Position    | 1983                 |
|      | LSG-5106-0001 | LSG-Mühlenbach zwischen Lechenich und Dirmerzheimer                                                                  | 18,4838      | 555558537 | Position    | 1983                 |
|      | LSG-5106-0002 | LSG-Erfttal im Bereich Gymnicher und Brüggener Mühle                                                                 | 730,5651     |           | Position    | 1988                 |
|      | LSG-5106-0003 | LSG-Mittelerft zwischen dem Villewestweg bei Köttingen und der Einmündung der Swist südlich von Bliesheim            | 698,3826     | 555589487 | Position    | 1988                 |
|      | LSG-5106-0004 | LSG-Rotbach-Mühlenbach bei Konradsheim                                                                               | 64,9284      | 555558540 | Position    | 1988                 |
|      | LSG-5106-0005 | LSG-Römerhof | 38,5525      | 555558541 | Position    | 1988                 |
|      | LSG-5106-0006 | LSG-Mödrather Mühle                                                                                                  | 33,0031      | 555558542 | Position    | 1990                 |
|      | LSG-5106-0007 | LSG-Berrenrather Börde                                                                                               | 503,9815     | 555558543 | Position    | 1990                 |
|      | LSG-5106-0008 | LSG-Waldseengebiet Ville                                                                                             | 2191,9354    | 555558544 | Position    | 1990                 |
|      | LSG-5106-0009 | LSG-Forstliche Rekultivierung westlich Knapsack                                                                      | 89,0879      | 555558545 | Position    | 1990                 |
|      | LSG-5106-0010 | LSG-Rekultivierungsbereich Frechen, Fürstenberg, Gotteshülfe, OttoMaigler-See                                        | 817,0464     | 555558546 | Position    | 1990                 |
|      | LSG-5106-0011 | LSG-Mittelerft zwischen dem Villewestweg bei Köttingen und der Einmündung der Swist südlich von Bliesheim <temporär> | 3,2095       | 555589488 | Position    | 1988                 |
|      | LSG-5106-0012 | LSG-Gleüler Bach | 98,6362      | 555558548 | Position    | 1990                 |
|      | LSG-5106-0014 | LSG-Ville-Westhang bei Bliesheim                                                                                     | 163,7655     | 555558549 | Position    | 1988                 |
|      | LSG-5106-0015 | LSG-Ville-Westhang bei Bliesheim <temporär>                                                                          | 12,481       | 555558550 | Position    | 1988                 |
|      | LSG-5106-0016 | LSG-Erfttal im Bereich Gymnicher und Brüggener Mühle <temporär>                                                      | 3,9398       | 555558551 | Position    | 1988                 |
|      | LSG-5106-0017 | LSG-Waldseengebiet Ville <temporär>                                                                                  | 1,6287       | 555558552 | Position    | 1990                 |
|      | LSG-5107-0001 | LSG-Knapsacker Tal                                                                                                   | 33,3444      | 555558553 | Position    | 1990                 |
|      | LSG-5107-0002 | LSG-Restfeld Vereinigte Ville                                                                                        | 75,2424      | 555558554 | Position    | 1990                 |
|      | LSG-5107-0003 | LSG-Wassersportbereich Bleibtreusee                                                                                  | 49,5049      | 555558555 | Position    | 1990                 |
|      | LSG-5107-0004 | LSG-Stotzheimer Bach                                                                                                 | 234,6849     | 555558556 | Position    | 1990                 |
|      | LSG-5107-0005 | LSG-Duffesbach | 15,7749      | 555558557 | Position    | 1990                 |
|      | LSG-5107-0006 | LSG-Kloster Burbach, Burbachtal, Rekultivierung Theresia                                                             | 200,2453     | 555558558 | Position    | 1990                 |
|      | LSG-5107-0007 | LSG-Theresienhöhe | 37,3129      | 555558559 | Position    | 1990                 |
|      | LSG-5107-0008 | LSG-Hürther Berg | 46,4651      | 555558560 | Position    | 1990                 |
|      | LSG-5107-0009 | LSG-Sportflächen westlich Hürth-Kendenich                                                                            | 11,6392      | 555558561 | Position    | 1990                 |
|      | LSG-5107-0010 | LSG-Kendenich | 149,8639     | 555558563 | Position    | 1990                 |
|      | LSG-5107-0011 | LSG-Ville | 237,7301     | 555558564 | Position    | 1990                 |
|      | LSG-5107-0012 | LSG-Weiler Bach | 109,9311     | 555558565 | Position    | 1990                 |
|      | LSG-5107-0013 | LSG-Abgrabungsflächen bei Brühl und Wesseling                                                                        | 161,8232     | 555558566 | Position    | 1990                 |
|      | LSG-5107-0014 | LSG-Brühler Schlosspark                                                                                              | 26,5025      | 555558567 | Position    | 1990                 |
|      | LSG-5107-0015 | LSG-Falkenlust | 79,752       | 555558568 | Position    | 1990                 |
|      | LSG-5107-0016 | LSG-Palmersdorfer Bach                                                                                               | 41,0355      | 555558569 | Position    | 1990                 |
|      | LSG-5107-0017 | LSG-Entenfang | 100,9689     | 555558570 | Position    | 1990                 |
|      | LSG-5107-0018 | LSG-Geildorfer Bach                                                                                                  | 81,8287      | 555558571 | Position    | 1990                 |
|      | LSG-5107-0019 | LSG-Dickopsbach | 93,159       | 555558572 | Position    | 1990                 |
|      | LSG-5107-0020 | LSG-Urfelder Weiden und Rhein                                                                                        | 188,2522     | 555558574 | Position    | 1990                 |
|      | LSG-5107-0021 | LSG-Hagenhof | 20,1012      | 555558575 | Position    | 1990                 |
|      | LSG-5107-0022 | LSG-Mittelterrassenkante Keldenich                                                                                   | 42,4193      | 555558576 | Position    | 1990                 |
|      | LSG-5107-0023 | LSG-Kapellenstraße, Industriestraße                                                                                  | 16,7813      | 555558577 | Position    | 1990                 |
|      | LSG-5107-0024 | LSG-Kulturlandschaft Villehang bei Badorf                                                                            | 15,7212      | 555558578 | Position    | 1990                 |
|      | LSG-5107-0025 | LSG-Urfeld | 95,1643      | 555558579 | Position    | 1990                 |
|      | LSG-5107-0026 | LSG-Eichholz | 132,114      | 555558580 | Position    | 1990                 |
|      | LSG-5107-0027 | LSG-Eichholz <temporär>                                                                                              | 40,376       | 555558581 | Position    | 1990                 |
|      | LSG-5107-0028 | LSG-Entenfang <temporär>                                                                                             | 6,1384       | 555558582 | Position    | 1990                 |
|      | LSG-5107-0029 | LSG-Abgrabungsflächen bei Brühl und Wesseling <temporär>                                                             | 3,7035       | 555558583 | Position    | 1990                 |
|      | LSG-5206-0009 | LSG-Rotbach – Mühlenbach                                                                                             | 265,1696     | 555558645 | Position    | 1983                 |
|      | LSG-5206-0010 | LSG-Friesheimer Busch                                                                                                | 278,3716     | 555558646 | Position    | 1983                 |
|      | LSG-5206-0011 | LSG-Rotbach zwischen Friesheim und Niederberg                                                                        | 220,6124     | 555558647 | Position    | 1983                 |
|      | LSG-5206-0012 | LSG-Rotbach zwischen Friesheim und Niederberg <temporär>                                                             | 1,2952       | 555638524 | Position    | 1983                 |